# Bron mellan Tadzjikistan och Afghanistan

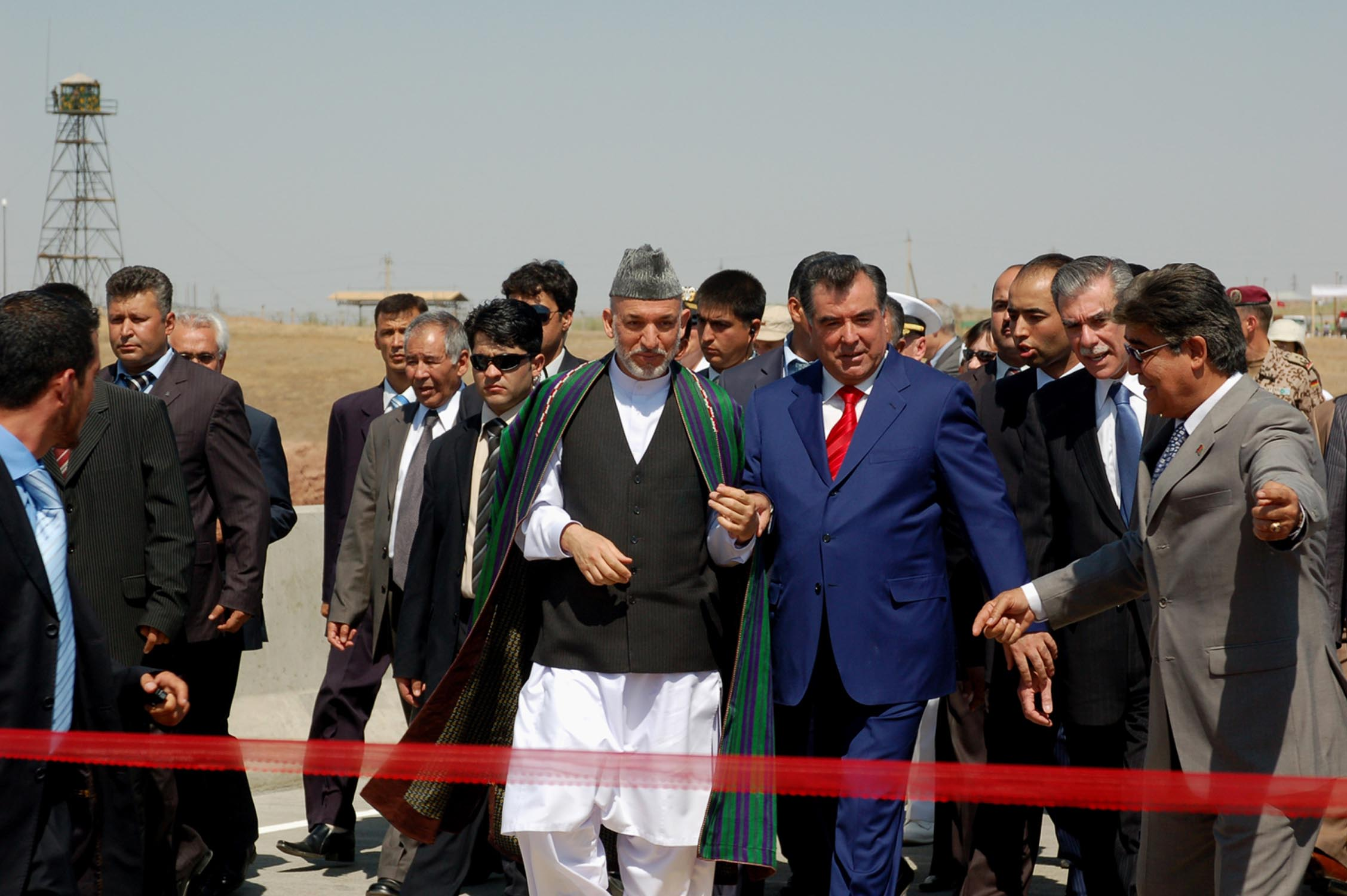
Hamid Karzai och Emomaly Rahmon vid invigningen av bron.

Bron mellan Tadzjikistan och Afghanistan är en bro som förbinder städerna Pantji Pojon i Tadzjikistan med Sherkhan Bandar i Afghanistan. Bron är byggd i betong och cortenstål och går över floden Pjandsj, en biflod till Amu-Darja som utgör en stor del av gränsen mellan länderna. På platsen fanns tidigare en färjelinje. I regionen finns även mindre broar (mellan 3,5 och 4,5 meter breda).

## Historik
I januari 2004 offentliggjordes planer på att uppföra bron efter att Tadzjikistans transportminister och USA:s ambassadör i Tadzjikistan skrivit under ett avtal i Dusjanbe. Bron planerades kosta 30 miljoner dollar och USA:s försvarsdepartement skulle stå för uppförandet och den största delen av kostnaden men även Norge, Japan och EU bidrog. Bygget var tänkt att påbörjas omgående och planerades ta 18 månader. Bron skulle ha dubbla vägbanor och vara ungefär 670 meter lång och 11 meter bred. Syftet med bron var att komplettera Afghan-uzbekiska vänskapsbron för att få in humanitär hjälp till Afghanistan. Tanken var även att den på längre sikt skulle öka handeln i området, något som skulle vara till nytta även för Tadzjikistan och andra länder i regionen.
Bron invigdes 26 augusti 2007 och kostnaden blev till slut 37 miljoner dollar, inklusive kostnaden för gränsbyggnader. Det Italienska företaget Rizzani de Eccher stod för konstruktionen och som mest arbetade 450 personer vid bygget. Tadzjikistans president Emomaly Rahmon kallade vid invigningen bron för en vänskapsbro och sa att var ett historiskt steg. Afghanistans president Hamid Karzai sa att han hoppades att bron skulle leda till ökad handel och samarbete mellan länderna i regionen. Även USA:s handelsminister Carlos Gutierrez var närvarande och sa att bron var vad som saknades för att återupprätta den historiska sidenvägen. Däremot fanns det från amerikansk sida oro för att transporter av droger också skulle dra nytta av bron men Gutierrez betonade att USA inte kan hindra länders handel på grund av oro för ökad droghandel.